# Церква Івана Богослова (Бабин)
Церква Івана Богослова — мурована церква в стилі неокласицизму. Пам'ятка архітектури обласного значення. Початок будівництва 1820 рік. Завершення будівництво у 1839 році. Церкву споруджено на місці старої дерев'яної, що згоріла в 1815 році. Розташована в селі Бабин, Бабинської ТГ, Рівненського району, Рівненської області в Україні. Церква збудована Олександрою Карлівною Радзивіл, що походила з давнього руського (українського) шляхетського роду Стецьких гербу «Радван».

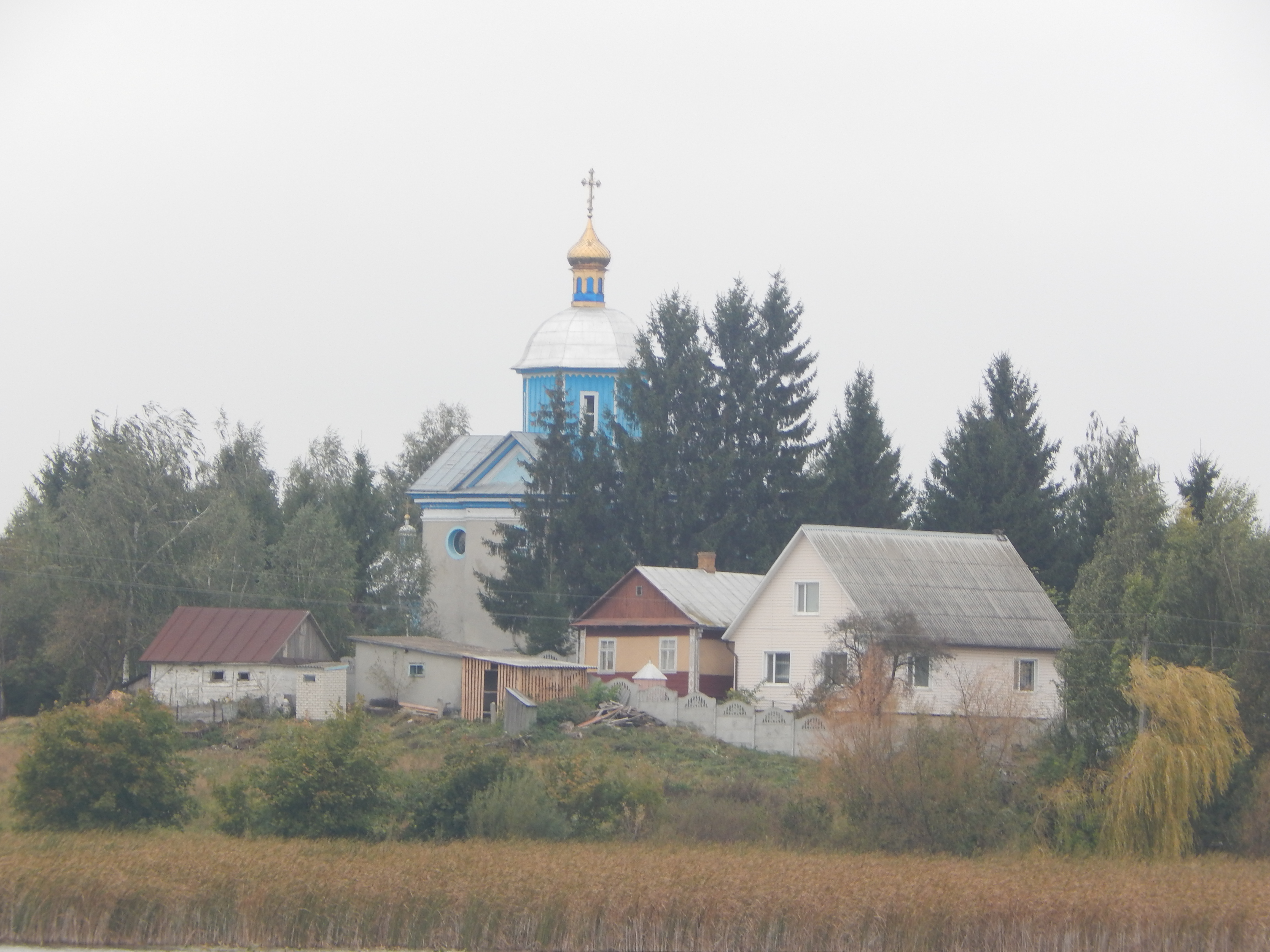